# سلووینیتسه
سلووینیتسه (به لاتین: Slověnice) یک منطقهٔ مسکونی در جمهوری چک است که در ناحیه بنشوو واقع شده‌است.